# Rômulo Ramos
Rômulo Ramos (...) è un giocatore di football americano brasiliano, che gioca come runningback per i Flamengo Imperadores.

## Palmarès
- 1 Brasil Bowl (Fluminense Imperadores, 2011)
- 2 Torneio Touchdown (Rio de Janeiro Imperadores, 2009; Vasco Da Gama Patriotas, 2014)
- 1 Campeonato Carioca de Futebol Americano (Vasco Almirantes, 2019)
- 2 Carioca Bowl (RJ Sharks, 2013, 2014)
- 5 Mangaratiba Bowl (RJ Sharks, 2010, 2011, 2012, 2013, 2014)
- 2 Saquarema Bowl (Cabo Frio Rocks, 2013, 2015)
- 1 Niterói Bowl (Cabo Frio Rocks, 2013)
- 1 Arraial Bowl (Cabo Frio Rocks, 2013)